# Suchý vrch (Západní Tatry, 1477 m)
Suchý vrch (též Homôľka, polsky Suchy Wierch Sielnicki, 1477 m n. m.) je hora v Západních Tatrách na Slovensku. Nachází se v západní rozsoše Ostré, která odděluje Suchou dolinu na severu a Huňovou dolinu na jihu. Samotná Ostrá je oddělena sedlem Suchá priehyba (1451 m). V Suchém vrchu se rozsocha dělí na dvě větve (kratší severozápadní a delší jihozápadní zvanou Suchý grúň), které klesají do Suché doliny. Obě větve jsou vzájemně odděleny Javorovou dolinou. Suchý grúň dále odděluje Javorovou dolinu od doliny Pod Homôľkou. Suchý vrch je pokrytý vzrostlým lesem. Protože zde nevedou žádné turistické trasy a celá oblast je součástí národní přírodní rezervace Suchá dolina, je vrchol v současnosti turisticky nepřístupný. V minulosti vedla neznačená turistická cesta ze sedla Predúvratie do sedla Suchá priehyba.